# Col·líbia greixosa
La col·líbia greixosao col·líbia llardosa (Rhodocollybia butyracea) és un cama-sec col·libioide que pertany a la família de les omfalotàcies (Omphalotaceae).

## Taxonomia
El micòleg francès Pierre Bulliard va descriure i iconografiar l'espècie com Agaricus butyraceus l'any 1798. Posteriorment, va ser sancionada per Elias Magnus Fries.
P. Kummer va traslladar l'espècie al gènere Collybia l'any 1871.
Finalment JW Lennox l'any 1971 la va incloure en el gènere Rhodocollybia.

## Iconografia
Bulliard P. 1798

## Etimologia i noms populars
El terme greixosa i llardosa que s'aplica a aquesta espècie de col·líbia es deu al tacte de mantega i llard que té la superfície del barret, especialment al mugró central.

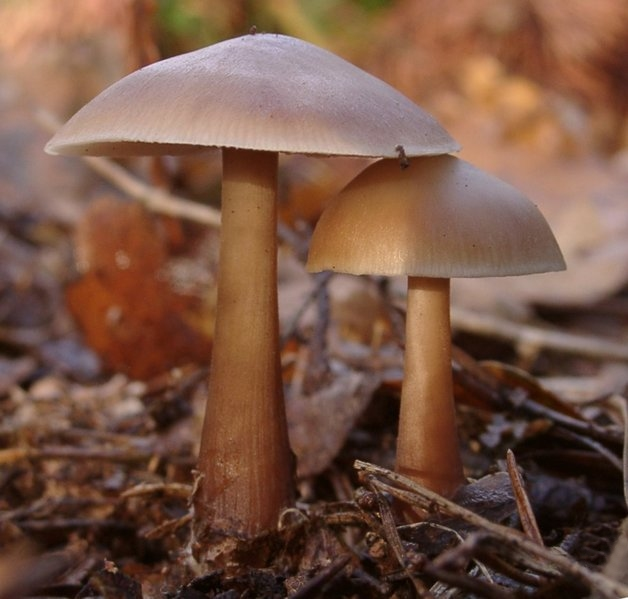
Col·líbia greixosa (Rhodocollybia butyracea)

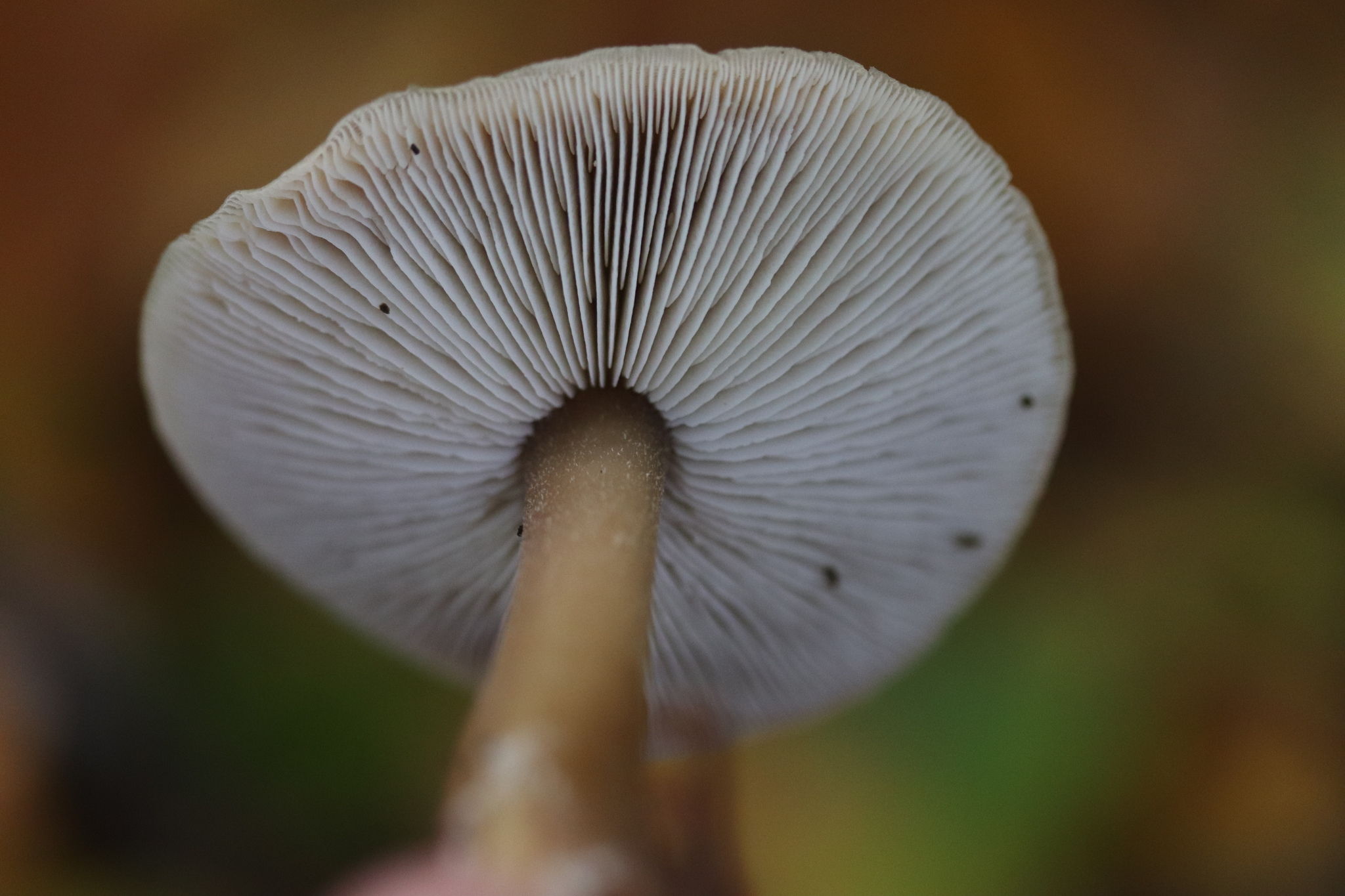
Revers de la col·líbia greixosa (Rhodocollybia butyracea)

## Descripció
Barret de 3-8 cm de diàmetre; de convex a estès, sovint amb un umbó obtús i baix; de bru vermellós a bru fosc, sovint amb la vora més clara, blanc cremosa; molt lleument higròfan; superfície llisa i greixosa, de tacte de mantega; marge estriat per transparència en temps humit.
Làmines de lliures o estretament adnates a escotades amb una dent decurrent; denses; blanques de joves, crema pàl·lid amb l'edat; aresta més o menys enter o erosionat.
Cama de 40-90 x 4-12 mm; fistulosa; cilíndrica; del color del barret, més pàl·lid a la part superior; quan és jove és de color bru rosat a bru groguenc, s'enfosqueix a mesura que envelleix des de la base; superfície estriada longitudinalment cap a la part inferior i dilatada al peu; pruïnosa a la part superior; peu amb un feltre blanc micelià.
Carn prima, pàl·lida; olor poc remarcable.

## Hàbitat
Molt comuna des dels Pirineus fins al litoral. Espècie saprofítica, creix entre virosta i fullaraca en boscos principalment de coníferes.
Creix des de l'estiu fins a finals de tardor, tot l'any a la terra baixa, de solitària a en petits grups.

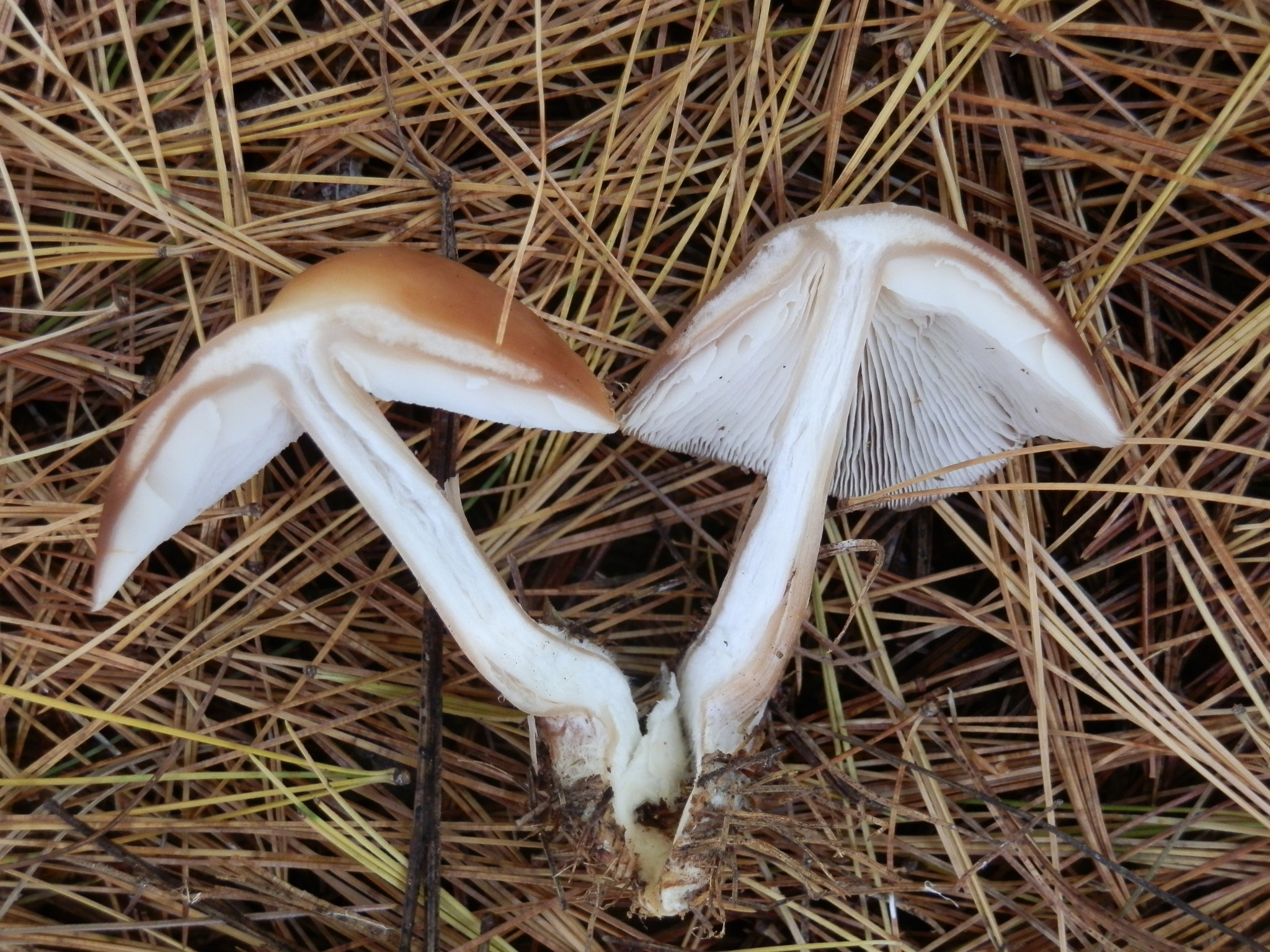
Secció longitudinal d'un exemplar de col·líbia greixosa (Rhodocollybia butyracea) amb la carn parcialment deshidratada

## Distribució geogràfica
Les dades de distribució d'aquesta espècie solen estar barrejades amb les de col·líbia greixosa esblanqueïda (Rhodocollybia asema) pel que cal considerar-les dubtoses. R. asema és una espècie més meridional que R. butyracea. No es troba a Escandinàvia. Prefereix sòls calcaris, esclarissats de vegetació herbàcia i rics en nutrients.

## Espècies semblants

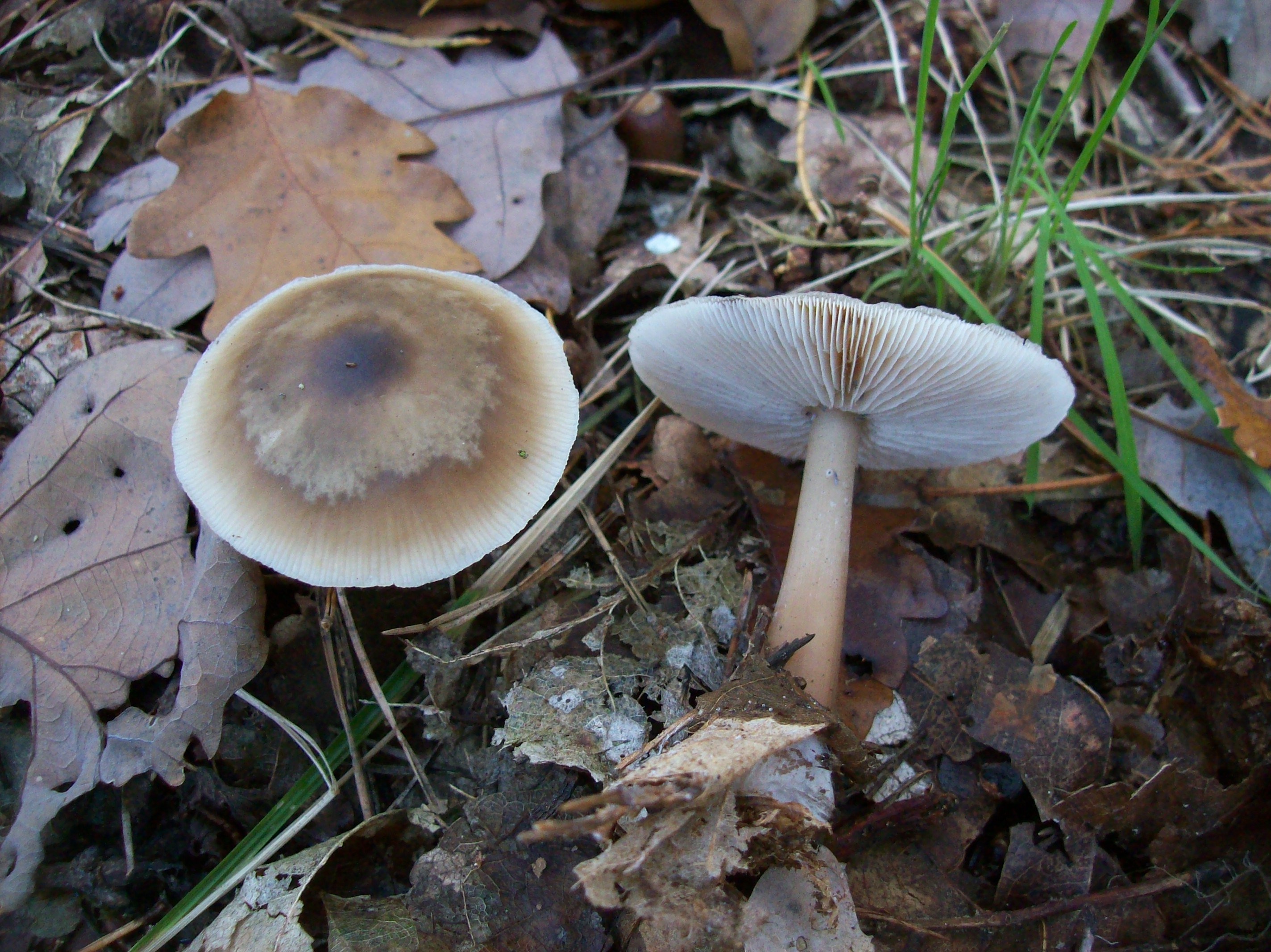
Col·líbia greixosa esblanqueïda (Rhodocollybia asema) hidratada

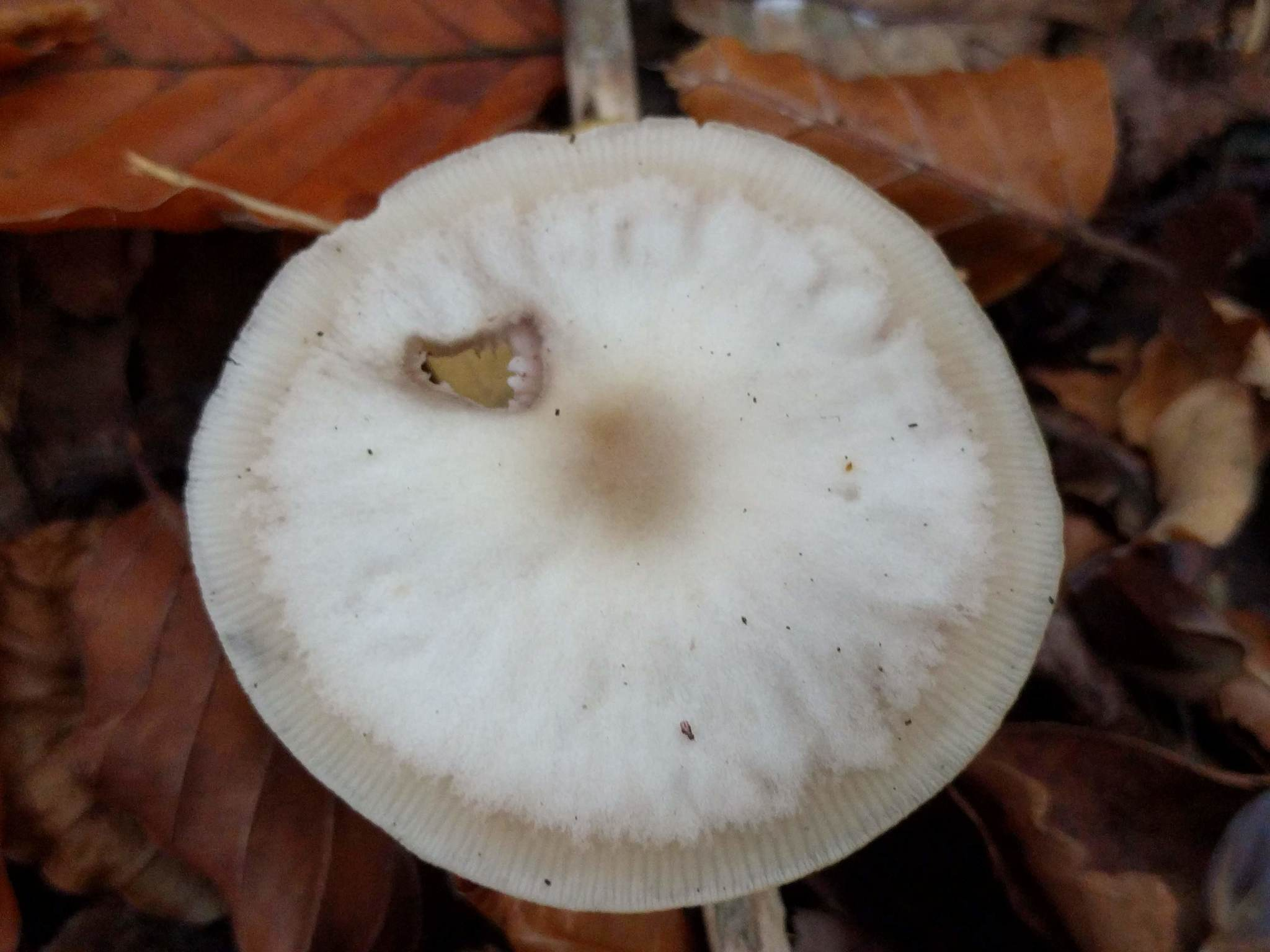
Detall del barret higròfan de la col·líbia greixosa esblanqueïda (Rhodocollybia asema)

L'espècie més semblant és la col·líbia greixosa esblanqueïda (Rhodocollybia asema) més pròpia de boscos de planifolis. L'espècie més semblant és la col·líbia greixosa esblanqueïda (Rhodocollybia asema) més pròpia de boscos de planifolis. Difereix de la col·líbia greixosa pel color del barret ( de gris pàl·lid a bru groguenc o bru grisenc amb el centre fosc) i la carn del barret més prima. La col·líbia greixosa és una espècie de color bru vermell fosc, algun cop bru groguenc fosc, amb un barret més convex. El barret no és higròfan o ho és molt lleugerament. En contrast, la col·líbia greixosa esblanqueïda és higròfana de manera evident.
La col·líbia sabonosa es pot confondre amb la col·líbia driòfila (Gymnopus dryophilus), però el barret de Collybia butyracea és més vermellós que brunenc, la cama és dilatada al peu, les làmines són més finament dentades i el color de l'esporada és més groguenc. En G. dryophilus l'esporada és blanquinosa (cal un bon dipòsit d'espores per fer visible aquesta diferència). L'única manera fiable de separar aquestes dues espècies és observar les espores al microscopi (espores dextrinoides per a la primera, inamiloides per a la segona)
La col·líbia filamentosa (Rhodocollybia filamentosa ) és d'aspecte i ecologia similar, però el barret és radialment fibril·lós, sec, vermellós i l'aresta de les lamines és serrada,

## Comestibilitat
Comestible; sense interès culinari.